# Villa Vilaque
Villa Vilaque ist eine Ortschaft im Departamento La Paz im südamerikanischen Anden-Staat Bolivien.

## Lage im Nahraum
Vilaque ist die viertgrößte Ortschaft im Municipio Pucarani in der Provinz Los Andes am rechten Ufer eines Zuflusses zum Río Pallina, der über den Río Catari in den südöstlichen Abschnitt des Titicacasees fließt. Die Ortschaft liegt auf einer Höhe von 3952 m auf dem bolivianischen Altiplano, 30 km südöstlich des Titicacasees.

## Geographie
Vilaque liegt auf der bolivianischen Hochebene zwischen den Anden-Gebirgsketten der Cordillera Occidental im Westen und der Cordillera Central im Osten.
Die mittlere Durchschnittstemperatur der Region liegt bei 8 °C, der Jahresniederschlag beträgt etwa 600 mm. Die Region weist ein ausgeprägtes Tageszeitenklima auf, die Monatsdurchschnittstemperaturen schwanken nur unwesentlich zwischen 7 °C im Juli und 11 °C im Dezember. die Monatsniederschläge liegen zwischen unter 10 mm in den Monaten Juni und Juli und nahe 100 mm von Dezember bis Februar.

## Verkehrsnetz
Vilaque liegt in einer Entfernung von 30 Straßenkilometern nordwestlich von La Paz, der Hauptstadt des gleichnamigen Departamentos.
Von La Paz führt die Nationalstraße Ruta 2 über El Alto in nordwestlicher Richtung bis Villa Vilaque und von dort weiter über Batallas und Huarina nach Copacabana am Titicacasee. Nach Westen hin zweigt in Vilaque eine unbefestigte Landstraße ab, die zur 25 Kilometer entfernten Provinzhauptstadt Pucarani führt.

## Bevölkerung
Die Einwohnerzahl der Ortschaft ist in den vergangenen beiden Jahrzehnten um etwa ein Drittel angestiegen:
| Jahr | Einwohner | Quelle       |
| ---- | --------- | ------------ |
| 1992 | 465       | Volkszählung |
| 2001 | 530       | Volkszählung |
| 2012 | 579       | Volkszählung |
| 2024 |           | Volkszählung |

Die Region weist einen hohen Anteil an Aymara-Bevölkerung auf, im Municipio Pucarani sprechen 96,7 Prozent der Bevölkerung Aymara.